# Italian Best Shorts 7: Бути жінкою
«Italian Best Shorts 7: Бути жінкою» — італійсько-французький кіноальманах 2022 року, з Монікою Гуерріторе і Катрін Денев.

## Сюжет
Короткометражний кіноальманах. Кожна із семи історій розкриває різні грані жіночої ідентичності та сили.

## У ролях
- Моніка Гуерріторе — головна роль
- Катрін Денев — головна роль
- Віоланте Плачідо — головна роль
- П'єр Деладоншам — роль другого плану
- Агнесса Клесс — роль другого плану
- Дороте Жільбер — роль другого плану

## Знімальна група
- Режисери — Маттео П'янецці, Елена Беатріче, Рафаель Фаріна Іссаас, Крістіан Джанфреда, Даніеле Лінче, Море Рача, Адріано Мореллі
- Сценаристи — Нікола Гуальяноне, Стефан Ландовскі, Маттео П'янецці, Елена Беатріче, Крістіан Джанфреда, Даніеле Лінче, Море Рача, Елеонора Борді, Філіппо Брамбілла, Алессандро Падовані
- Оператори — Лука Нервенья, Сандро Чесса, Лука Честарі, Андреа Маненті, Елтон Дардха, Еральд Деда, Вінсан Паку, Елена К'яппа, Латіф Хасоллі
- Продюсери — Алексія Мелоккі, Крістіан Джанфреда, Антоні Карлоні, Маттео Ла Біунда, Дімітрі Пагнін, Людовіко Пікколо